# Жаборічка
Жабричка, Жаборічка (рос. Жаборичка) — річка в Україні, у Житомирському та Звягельському районах Житомирської області. Права притока Случі (басейн Прип'яті).

## Опис
Довжина 22 км, похил річки — 1,8 м/км, найкоротша відстань між витоком і гирлом — 16,92 км, коефіцієнт звивистості річки — 1,30 , площа басейну 111 км².

## Розташування
Починається на південному сході від села Цеберка. Тече на північний захід у межах сіл Улянівка та Бубни, через селище Полянка. У селищі Баранівка впадає в річку Случ, притоку Горині. У Баранівці річку перетинає автошлях Т 0601 (автомобільний шлях територіального значення в Житомирській області, Баранівка — Висока Піч.

## Притоки
- Макаринка — права притока у Романівській селищній громаді. Починається з болота на північно-західній стороні від селища Романова. Тече переважно на північний захід, через село Цеберку (колишнє Себерка) і на південно-східній стороні від Улянівки впадає у Жаборічку[1][2].
- Луца — права притока.
- Гнилушка — ліва притока.